# 23 février dans les chemins de fer
23 janvier 23 mars
Chronologies thématiques
- Croisades
- Sports
- Disney

Cette page concerne les événements qui se sont déroulés un 23 février dans les chemins de fer.

## Événements

### XIXesiècle
- 1845.  France :   ordonnance du Roi portant autorisation de la Compagnie du chemin de fer de Paris à Sceaux.

### XXesiècle
- 1903. France : ouverture de la station Rue d'Allemagne (aujourd'hui Jaurès) de la ligne 2 du métro de Paris.

## Naissances
- 1851 : naissance à Florac de Léon Boyer, futur Ingénieur des ponts et chaussées concepteur des viaduc de la Crueize et de Garabit[1].